# Ребиг
Реби́г (фр. Rebigue, окс. Rebiga) — коммуна во Франции, находится в регионе Юг — Пиренеи. Департамент — Верхняя Гаронна. Входит в состав кантона Кастане-Толозан. Округ коммуны — Тулуза.
Код INSEE коммуны — 31448.

## География
Коммуна расположена приблизительно в 600 км к югу от Парижа, в 14 км к югу от Тулузы.
По территории коммуны протекает небольшая река Фаж (фр. Fage).

## Климат
Климат умеренно-океанический. Зима мягкая и снежная, весна характеризуется сильными дождями и грозами, лето сухое и жаркое, осень солнечная. Преобладают сильные юго-восточные и северо-западные ветры.

## Население
Население коммуны на 2010 год составляло 524 человека.
| 1962 | 1968 | 1975 | 1982 | 1990 | 1999 | 2010 |
| ---- | ---- | ---- | ---- | ---- | ---- | ---- |
| 140  | 118  | 223  | 317  | 355  | 445  | 524  |

## Экономика
В 2010 году среди 336 человек трудоспособного возраста (15—64 лет) 247 были экономически активными, 89 — неактивными (показатель активности — 73,5 %, в 1999 году было 69,4 %). Из 247 активных жителей работали 238 человек (129 мужчин и 109 женщин), безработных было 9 (3 мужчин и 6 женщин). Среди 89 неактивных 49 человек были учениками или студентами, 20 — пенсионерами, 20 были неактивными по другим причинам.